# Pomnik Johanna Wolfganga Goethego w Rzymie
Pomnik Johanna Wolfganga Goethego (wł. Monumento a Wolfgang Goethe) – pomnik odsłonięty w Ogrodach Willi Borghese w 1904 roku.
Pomnik usytuowany jest wzdłuż alei San Paolo del Brasile, w miejscu, gdzie zaczyna się aleja Goethego. Był to pierwszy z wielu pomników poświęconych literatom spoza Włoch znajdujących się w parku.

## Historia
Goethe odbył w 1786 roku podróż do Włoch, zatrzymując się w Rzymie dłużej niż rok.
Autorem projektu pomnika był niemiecki rzeźbiarz Gustav Eberlein. W 1902 roku cesarz Wilhelm II Hohenzollern postanowił ofiarować pomnik Goethego burmistrzowi Rzymu Prosperowi Colonnie. Wykonawcą pomnika był włoski rzeźbiarz Valentino Casali. Pomnik odsłonięto w obecności króla Wiktora Emanuela III 5 sierpnia 1904 roku. Kosztował pół miliarda lirów. Podczas I wojny światowej chciano go usunąć. Dwukrotnie wandale niszczyli pomnik, odrąbując głowę rzeźbie Mefistofelesa, w 1972 oraz 2010 roku.

## Opis
Pomnik wykonany został w marmurze karraryjskim, ma około ośmiu metrów wysokości. Postać poety, wielkości trzech metrów, ustawiona została na jońsko-korynckim kapitelu. Goethe przedstawiony został jako młody mężczyzna. Kapitel otaczają trzy grupy rzeźb przedstawiających postacie goetheańskie, którymi są odpowiednio: Faust i Mefistofeles (symbolizujący filozofię), Mignon i harfista Lotar (symbolizujący poezję liryczną) oraz Ifigenia i Orestes (symbolizujący poezję dramatyczną).
Model pomnika o wysokości 1,75 m autorstwa Gustava Eberleina znajduje się w Hannoversch Münden.

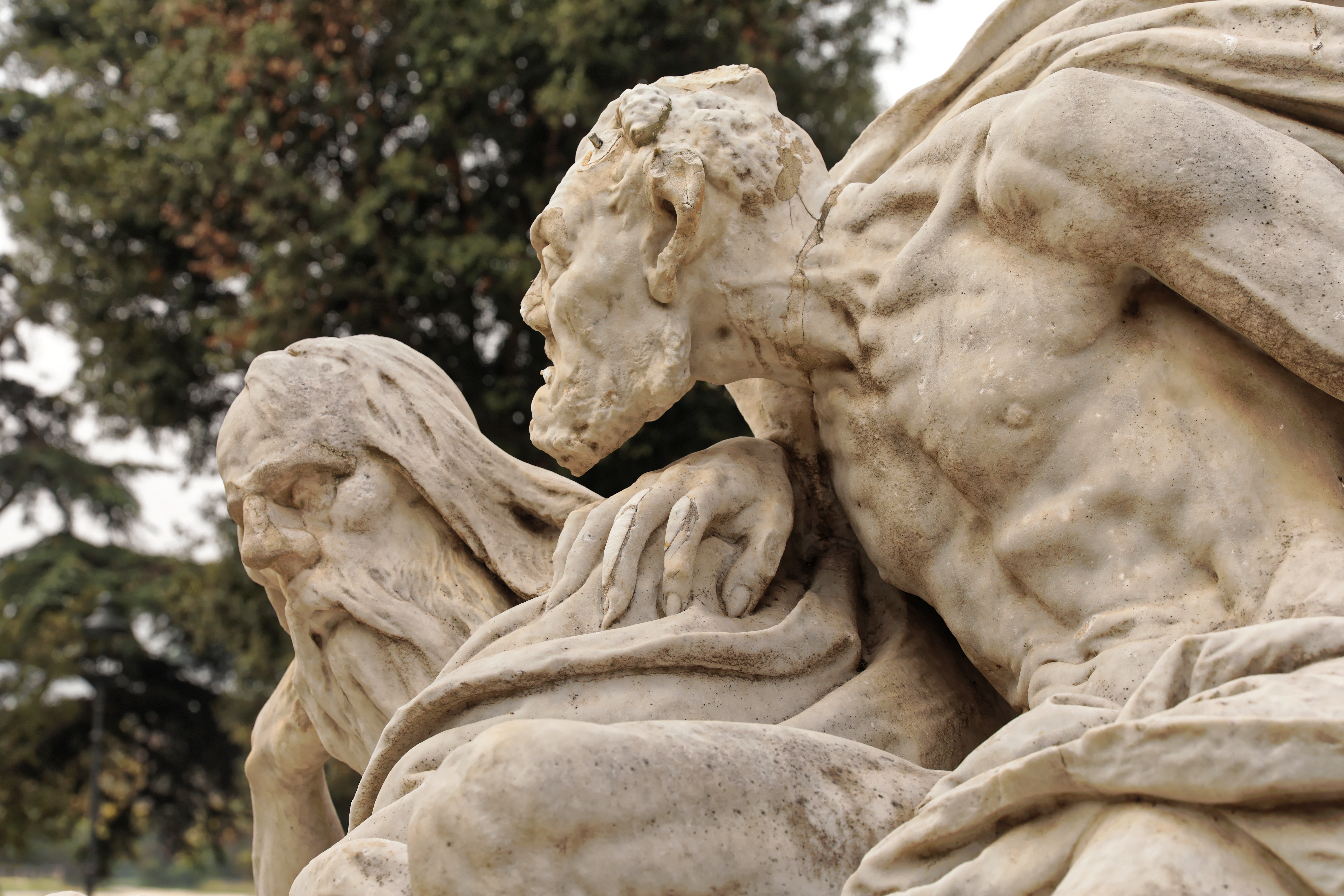
Faust i Mefistofeles
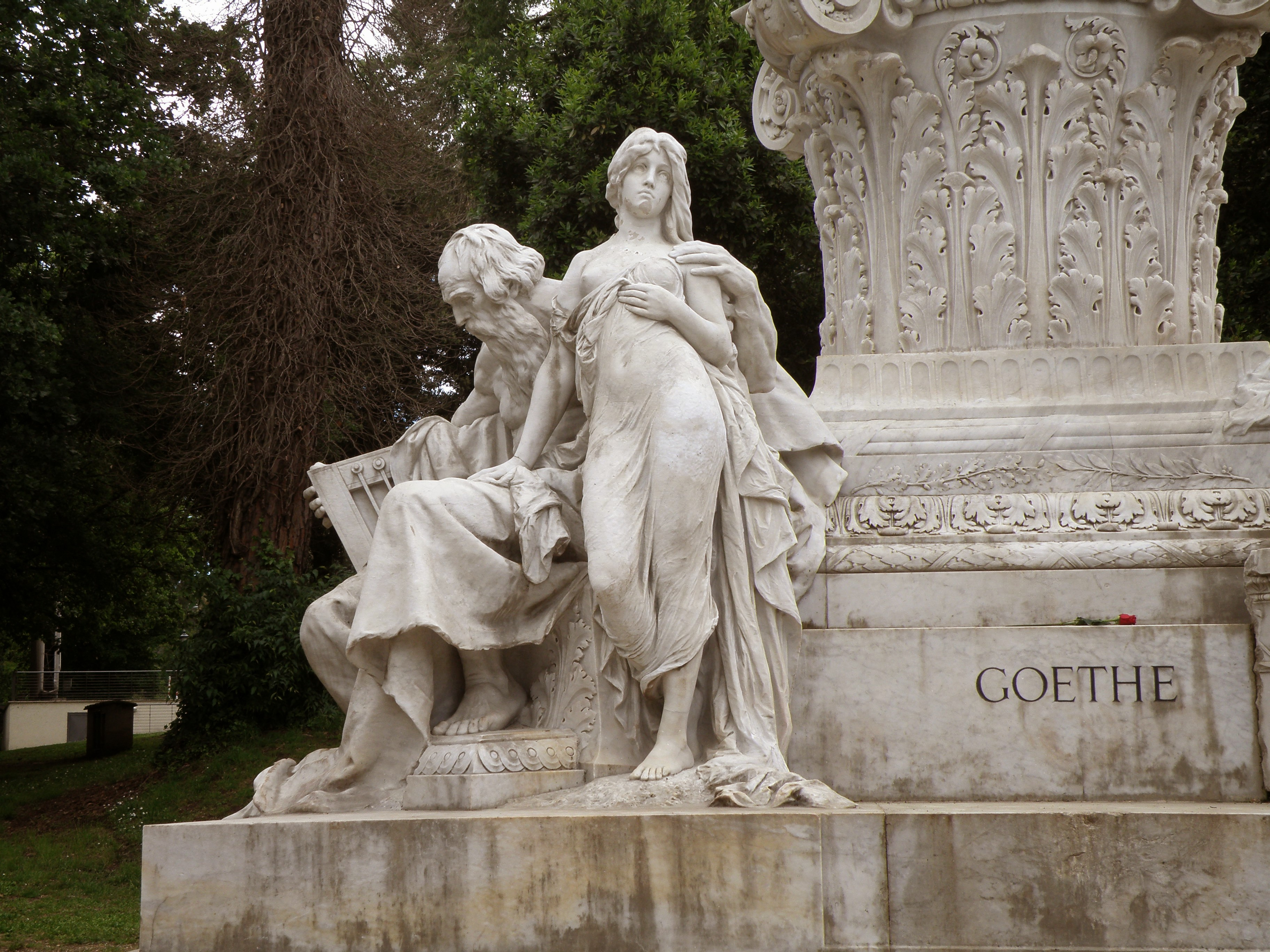
Mignon i Lotar
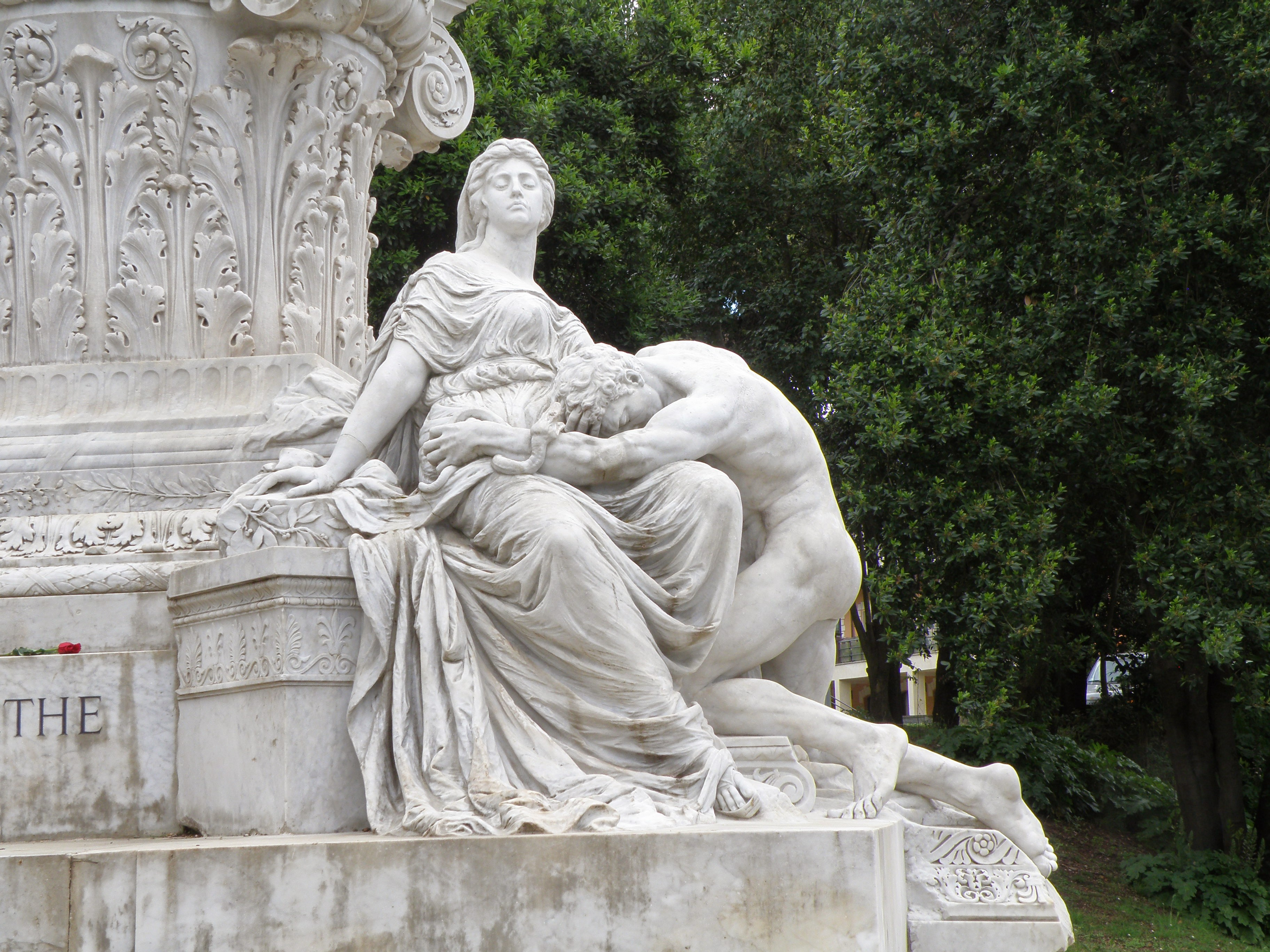
Ifigenia i Orestes